# Hombach (Westerbach)
Der Hombach ist ein fast 2 Kilometer langer Mittelgebirgsbach im bayerischen Spessart und ein rechter Zufluss des Westerbachs im unterfränkischen Landkreis Aschaffenburg.

## Geographie

### Verlauf
Der Hombach entspringt an der Straße oberhalb von Huckelheim am Hohen Berg (440 m). Er fließt nach Südosten, wird von mehreren kleinen und namenlosen Bächen, die vom Ziegelberg (380 m) herabfließen, verstärkt und mündet in Huckelheim in den Westerbach.

### Flusssystem Kahl
- Fließgewässer im Flusssystem Kahl

## Geschichte

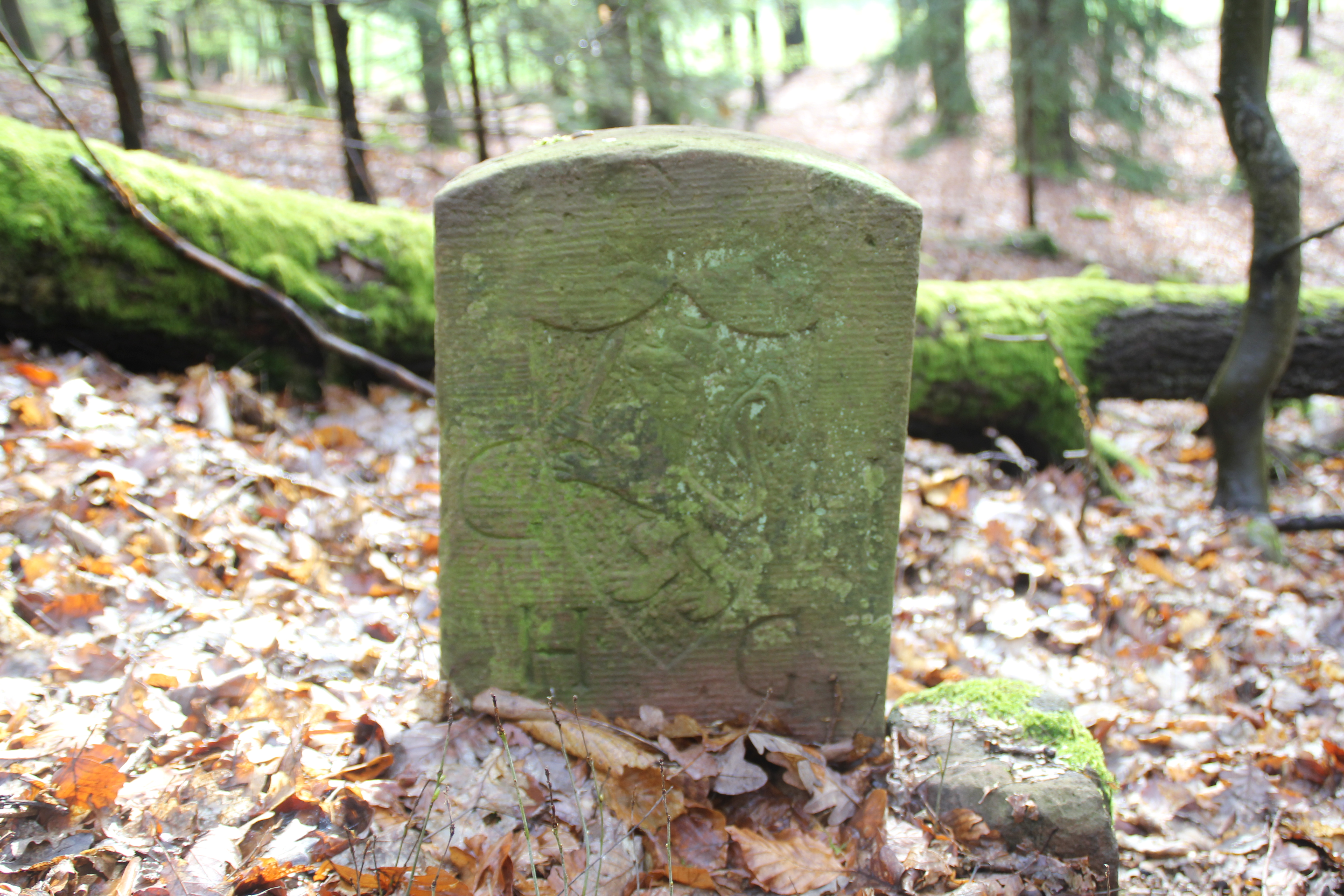
Ein Grenzstein in einem Seitental des Hombaches trennte die historischen Gebiete von Großherzogtum Hessen und Großherzogtum Frankfurt

Am rechten Talhang und etwa 80 m oberhalb der Quelle des Hombaches verlief im Jahre 1810 eine Reihe von Grenzsteinen. Sie trennte die historischen Gebiete zweier früherer Staaten im Rheinbund. Auf der rechten Seite lag das Territorium des Großherzogtums Hessen, dem der Ort Geiselbach im Amt Alzenau in der Provinz Starkenburg angehörte. Auf der linken Seite befand sich das Großherzogtum Frankfurt mit dem Dorf Huckelheim im Departement Aschaffenburg. Diese Grenzsteine sind teilweise heute noch gut erhalten.